# Фуентес дел Ваље (Тултитлан)
Фуентес дел Ваље (шп. Fuentes del Valle) насеље је у Мексику у савезној држави Мексико у општини Тултитлан. Насеље се налази на надморској висини од 2253 м.

## Становништво
Према подацима из 2010. године у насељу је живело 74087 становника.

### Хронологија
| Година       | 2000                  | 2005                  | 2010                  |
| ------------ | --------------------- | --------------------- | --------------------- |
| Становништво | 56212 (27390 / 28822) | 72711 (35437 / 37274) | 74087 (36139 / 37948) |

### Попис
| \| \| м \| \| \| ж \| \| 0—2 \| 1.689 \| \| \| 1.636 \| \| 3—5 \| 1.903 \| \| \| 1.830 \| \| 6—11 \| 3.965 \| \| \| 3.936 \| \| 12—14 \| 1.995 \| \| \| 1.877 \| \| 15—17 \| 2.125 \| \| \| 2.137 \| \| 18—24 \| 5.160 \| \| \| 4.939 \| \| 60+ \| 1.714 \| \| \| 2.172 \| \| Просек : \| 29,1 \| \| \| 30,3 \| |       |  |  |       |
| |       |  |  |       |
| | м     |  |  | ж     |
| 0—2 | 1.689 |  |  | 1.636 |
| 3—5 | 1.903 |  |  | 1.830 |
| 6—11 | 3.965 |  |  | 3.936 |
| 12—14 | 1.995 |  |  | 1.877 |
| 15—17 | 2.125 |  |  | 2.137 |
| 18—24 | 5.160 |  |  | 4.939 |
| 60+ | 1.714 |  |  | 2.172 |
| Просек : | 29,1  |  |  | 30,3  |

| #   | Индикатор                                                                                        | Вредност |
| --- | ------------------------------------------------------------------------------------------------ | -------- |
| 1   | Становништво од 0 до 2 године                                                                    | 3325     |
| 2   | Мушко становништво од 0 до 2 године                                                              | 1689     |
| 3   | Женско становништво од 0 до 2 године                                                             | 1636     |
| 4   | Становништво са 3 и више година                                                                  | 69891    |
| 5   | Мушко становништво са 3 и више година                                                            | 34018    |
| 6   | Женско становништво са 3 и више година                                                           | 35873    |
| 7   | Становништво са 5 и више година                                                                  | 67389    |
| 8   | Мушко становништво са 5 и више година                                                            | 32741    |
| 9   | Женско становништво са 5 и више година                                                           | 34648    |
| 10  | Становништво са 12 и више година                                                                 | 58257    |
| 11  | Мушко становништво са 12 и више година                                                           | 28150    |
| 12  | Женско становништво са 12 и више година                                                          | 30107    |
| 13  | Становништво са 15 и више година                                                                 | 54385    |
| 14  | Мушко становништво са 15 и више година                                                           | 26155    |
| 15  | Женско становништво са 15 и више година                                                          | 28230    |
| 16  | Становништво са 18 и више година                                                                 | 50123    |
| 17  | Мушко становништво са 18 и више година                                                           | 24030    |
| 18  | Женско становништво са 18 и више година                                                          | 26093    |
| 19  | Становништво од 3 до 5 година                                                                    | 3733     |
| 20  | Мушко становништво од 3 до 5 година                                                              | 1903     |
| 21  | Женско становништво од 3 до 5 година                                                             | 1830     |
| 22  | Становништво од 6 до 11 година                                                                   | 7901     |
| 23  | Мушко становништво од 6 до 11 година                                                             | 3965     |
| 24  | Женско становништво од 6 до 11 година                                                            | 3936     |
| 25  | Становништво од 8 до 14 година                                                                   | 9205     |
| 26  | Мушко становништво од 8 до 14 година                                                             | 4672     |
| 27  | Женско становништво од 8 до 14 година                                                            | 4533     |
| 28  | Становништво од 12 до 14 година                                                                  | 3872     |
| 29  | Мушко становништво од 12 до 14 година                                                            | 1995     |
| 30  | Женско становништво од 12 до 14 година                                                           | 1877     |
| 31  | Становништво од 15 до 17 година                                                                  | 4262     |
| 32  | Мушко становништво од 15 до 17 година                                                            | 2125     |
| 33  | Женско становништво од 15 до 17 година                                                           | 2137     |
| 34  | Становништво од 18 до 24 године                                                                  | 10099    |
| 35  | Мушко становништво од 18 до 24 године                                                            | 5160     |
| 36  | Женско становништво од 18 до 24 године                                                           | 4939     |
| 37  | Женско становништво од 15 до 49 година                                                           | 22303    |
| 38  | Становништво са 60 и више година                                                                 | 3886     |
| 39  | Мушко становништво са 60 и више година                                                           | 1714     |
| 40  | Женско становништво са 60 и више година                                                          | 2172     |
| 41  | Однос између мушкараца и жена                                                                    | 95.23    |
| 42  | Становништво од нуле до 14 година                                                                | 18831    |
| 43  | Становништво од 15 до 64 године                                                                  | 52101    |
| 44  | Становништво од 65 година и више                                                                 | 2284     |
| 45  | Просечан број деце                                                                               | 1.82     |
| 46  | Становништво рођено у ентитету                                                                   | 31297    |
| 47  | Мушко становништво рођено у ентитету                                                             | 15465    |
| 48  | Женско становништво рођено у ентитету                                                            | 15832    |
| 49  | Становништво рођено у другом ентитету                                                            | 41669    |
| 50  | Мушко становништво рођено у другом ентитету                                                      | 20115    |
| 51  | Женско становништво рођено у другом ентитету                                                     | 21554    |
| 52  | Становништво од 5 година и више резидентно у ентитету у јуну 2005. године                        | 62938    |
| 53  | Мушко становништво старосног доба од 5 година и више, резидентно у ентитету у јуну 2005. године  | 30537    |
| 54  | Женско становништво старосног доба од 5 и више година, резидентно у ентитету у јуну 2005. године | 32401    |
| 55  | Становништво од 5 година и више које је живело у другом ентитету у јуну 2005. године             | 4014     |
| 56  | Мушко становништво старије од 5 година које је живело у другом ентитету у јуну 2005. године      | 1941     |
| 57  | Женско становништво старије од 5 година које је живело у другом ентитету у јуну 2005. године     | 2073     |
| 58  | Становништво од 3 године и више које говори аутохтони језик                                      | 584      |
| 59  | Мушко становништво старо 3 године и више које говори аутохтони језик                             | 311      |
| 60  | Женско становништво старо 3 године и више које говори аутохтони језик                            | 273      |
| 61  | Становништво од 3 године и више које говори аутохтони језик и не говори шпански језик            | 2        |
| 62  | Мушко становништво старо 3 године и више које говори аутохтони језик и не говори шпански         | 1        |
| 63  | Женско становништво старо 3 године и више које говори аутохтони језик и не говори шпански језик  | 1        |
| 64  | Становништво старо 3 године и више које говори аутохтони језик и шпански                         | 482      |
| 65  | Мушко становништво старо 3 године и више које говори аутохтони језик и шпански                   | 251      |
| 66  | Женско становништво старо 3 године и више које говори аутохтони језик и шпански                  | 231      |
| 67  | Становништво од 5 година и више које говори аутохтони језик                                      | 579      |
| 68  | Становништво од 5 година и више које говори аутохтони језик и не говори шпански језик            | 2        |
| 69  | Становништво од 5 година и више које говори аутохтони језик и говори шпански језик               | 481      |
| 70  | Становништво у домородачким домаћинствима                                                        | 1526     |
| 71  | Становништво са ограничењима у активностима                                                      | 2370     |
| 72  | Становништво са ограниченим ходањем или кретањем, горе или доле                                  | 1172     |
| 73  | Становници са ограничењима вида, чак и уз кориштење сочива                                       | 873      |
| 74  | Становништво са ограничењима говора, комуникације или конверзације                               | 216      |
| 75  | Становништво са ограниченим слухом                                                               | 286      |
| 76  | Становништво са ограничењима при одевању, купању или јелу                                        | 122      |
| 77  | Становништво са ограничењима у опажању или учењу једноставних ствари                             | 150      |
| 78  | Становништво са менталним ограничењима                                                           | 220      |
| 79  | Становништво без ограничења активности                                                           | 70618    |
| 80  | Становништво од 3 до 5 година које не похађа школу                                               | 1622     |
| 81  | Мушко становништво од 3 до 5 година које не похађа школу                                         | 823      |
| 82  | Женско становништво од 3 до 5 година које не похађа школу                                        | 799      |
| 83  | Становништво од 6 до 11 година које не похађа школу                                              | 133      |
| 84  | Мушко становништво од 6 до 11 година које не похађа школу                                        | 77       |
| 85  | Женско становништво од 6 до 11 година које не похађа школу                                       | 56       |
| 86  | Становништво од 12 до 14 година које не похађа школу                                             | 154      |
| 87  | Мушко становништво од 12 до 14 година које не похађа школу                                       | 85       |
| 88  | Женско становништво од 12 до 14 година које не похађа школу                                      | 69       |
| 89  | Становништво од 15 до 17 година похађа школу                                                     | 3500     |
| 90  | Мушко становништво од 15 до 17 година похађа школу                                               | 1725     |
| 91  | Женско становништво између 15 и 17 година живота у школи                                         | 1775     |
| 92  | Становништво од 18 до 24 године похађа школу                                                     | 4143     |
| 93  | Мушко становништво од 18 до 24 године похађа школу                                               | 2170     |
| 94  | Женско становништво од 18 до 24 године похађа школу                                              | 1973     |
| 95  | Становништво од 8 до 14 година које не може да чита и пише                                       | 79       |
| 96  | Мушко становништво старосног доба од 8 до 14 година које не може да чита и пише                  | 43       |
| 97  | Женско становништво старосног доби од 8 до 14 година које не може да чита и пише                 | 36       |
| 98  | Становништво од 15 година и више које је неписмено                                               | 657      |
| 99  | Мушко становништво од 15 година и више које је неписмено                                         | 195      |
| 100 | Женско становништво од 15 година и више које је неписмено                                        | 462      |
| 101 | Становништво старо 15 и више година без школовања                                                | 928      |
| 102 | Мушко становништво старо 15 и више година без школовања                                          | 295      |
| 103 | Женско становништво старо 15 и више година без школовања                                         | 633      |
| 104 | Становништво старосног доба 15 и више година са непотпуним основним образовањем                  | 2030     |
| 105 | Мушко становништво старосног доба од 15 година и више са непотпуном основним образовањем         | 741      |
| 106 | Женско становништво старосног доба 15 и више година са непотпуном основним образовањем           | 1289     |
| 107 | Становништво старо 15 и више година са комплетним основним образовањем                           | 5426     |
| 108 | Мушко становништво старо 15 година и више са комплетним основним образовањем                     | 2223     |
| 109 | Женско становништво старо 15 и више година са комплетним основним образовањем                    | 3203     |
| 110 | Становништво старосног доба 15 и више година са непотпуним средњим образовањем                   | 2208     |
| 111 | Мушко становништво старосног доба од 15 година и више са непотпуним средњим образовањем          | 1189     |
| 112 | Женско становништво старосног доба од 15 година и више са непотпуним средњим образовањем         | 1019     |
| 113 | Становништво старо 15 и више година са пуним секундарном образовањем                             | 11922    |
| 114 | Мушко становништво старосног доба од 15 година и више са пуним секундарном образовањем           | 5931     |
| 115 | Женско становништво старосног доба од 15 година и више са пуним секундарном образовањем          | 5991     |
| 116 | Становништво старије од 18 година са постосновним образовањем                                    | 29213    |
| 117 | Мушко становништво старије од 18 година са постосновним образовањем                              | 14696    |
| 118 | Женско становништво старије од 18 година са постосновним образовањем                             | 14517    |
| 119 | Просечна оцена школовања                                                                         | 10.77    |
| 120 | Просечан ниво образовања мушке популације                                                        | 11.06    |
| 121 | Просечан ниво образовања женског становништва                                                    | 10.51    |
| 122 | Економски активно становништво                                                                   | 32564    |
| 123 | Економски активна мушка популација                                                               | 20581    |
| 124 | Економски активна женска популација                                                              | 11983    |
| 125 | Становништво које није економски активно                                                         | 25587    |
| 126 | Мушко становништво које није економски активно                                                   | 7524     |
| 127 | Женско становништво које није економски активно                                                  | 18063    |
| 128 | Запослено становништво                                                                           | 30918    |
| 129 | Запослено мушко становништво                                                                     | 19435    |
| 130 | Запослено женско становништво                                                                    | 11483    |
| 131 | Незапослена популација                                                                           | 1646     |
| 132 | Незапослена мушка популација                                                                     | 1146     |
| 133 | Незапослена женска популација                                                                    | 500      |
| 134 | Становништво без права на здравствене услуге                                                     | 25152    |
| 135 | Становништво које има право на здравствене услуге                                                | 47969    |
| 136 | Становништво које има право на ИМСС                                                              | 35656    |
| 137 | Становништво које има право на социјално осигурање                                               | 5011     |
| 138 | Становништво које има право на државно социјално осигурање                                       | 399      |
| 139 | Становништво које има право на опште осигурање или здравствено осигурање за нову генерацију      | 3252     |
| 140 | Становништво које је било једном или није било у браку током 12 година и више                    | 21235    |
| 141 | Венчано или уједињено становништво од 12 година и више                                           | 31796    |
| 142 | Становништво које је било у браку или уједињено 12 година и више                                 | 5156     |
| 143 | Становништво са католичком религијом                                                             | 60513    |
| 144 | Протестанти, еванђелисти и библијски следбеници различити од еванђелиста                         | 6128     |
| 145 | Становништво са другим религијама различитим од претходних                                       | 189      |
| 146 | Становништво без религије                                                                        | 3666     |
| 147 | Укупно пописаних домаћинства                                                                     | 19624    |
| 148 | Пописна домаћинства на челу са мушкарцима                                                        | 14919    |
| 149 | Пописна домаћинства на челу са женама                                                            | 4705     |
| 150 | Становништво у пописним домаћинствима                                                            | 73244    |
| 151 | Становништво у пописним домаћинствима на челу са мушкарцима                                      | 58380    |
| 152 | Становништво у пописним домаћинствима на челу са женама                                          | 14864    |
| 153 | Укупно домаћинстава                                                                              | 26045    |
| 154 | Укупно насељених домаћинстава                                                                    | 19905    |
| 155 | Укупно приватних кућа                                                                            | 25764    |
| 156 | Насељени приватни домови                                                                         | 19624    |
| 157 | Укупно насељених приватних кућа                                                                  | 19905    |
| 158 | Ненасељене приватне куће                                                                         | 4793     |
| 159 | Појединачна домаћинства за привремену употребу                                                   | 1347     |
| 160 | Становници у насељеним приватним кућама                                                          | 73244    |
| 161 | Насељеност станара у приватним становима                                                         | 3.73     |
| 162 | Просечно становника по соби у приватним насељеним домаћинствима                                  | 0.84     |
| 163 | Појединачна домаћинства са подовима од различитих материјала од земље                            | 19158    |
| 164 | Појединачна домаћинства у приземљу                                                               | 308      |
| 165 | Појединачна домаћинства са једном спаваћом собом                                                 | 2894     |
| 166 | Појединачна домаћинства са две спаваће собе и више                                               | 16653    |
| 167 | Појединачна домаћинства са једним собом                                                          | 309      |
| 168 | Појединачна домаћинства са две собе                                                              | 923      |
| 169 | Појединачна домаћинства са 3 собе и више                                                         | 18288    |
| 170 | Појединачна домаћинства која имају електрично светло                                             | 19564    |
| 171 | Појединачна домаћинства која немају електрично светло                                            | 20       |
| 172 | Појединачна домаћинства која имају водоводну воду у стамбеном простору                           | 19403    |
| 173 | Појединачна домаћинства која немају водоводну воду у стамбеном простору                          | 129      |
| 174 | Појединачна домаћинства која имају тоалет                                                        | 19492    |
| 175 | Појединачна домаћинства која имају канализацију                                                  | 19462    |
| 176 | Појединачна домаћинства која немају канализацију                                                 | 64       |
| 177 | Појединачна домаћинства која имају електрично светло, довод воде из јавне мреже и канализацију   | 19321    |
| 178 | Појединачна домаћинства без икаквих услова                                                       | 28       |
| 179 | Појединачна домаћинства која имају радио                                                         | 17899    |
| 180 | Појединачна домаћинства која имају телевизор                                                     | 19390    |
| 181 | Појединачна домаћинства која имају фрижидер                                                      | 18603    |
| 182 | Појединачна домаћинства која имају машину за веш                                                 | 16791    |
| 183 | Појединачна домаћинства која имају аутомобил или комби                                           | 10035    |
| 184 | Појединачна домаћинства која имају рачунар                                                       | 10285    |
| 185 | Појединачна домаћинства која имају фиксну телефонску линију                                      | 14127    |
| 186 | Појединачна домаћинства која имају мобилни телефон                                               | 15845    |
| 187 | Појединачна домаћинства која имају приступ интернету                                             | 7500     |
| 188 | Величина локације                                                                                | 10       |